# Euro-Centrum Park Przemysłowy

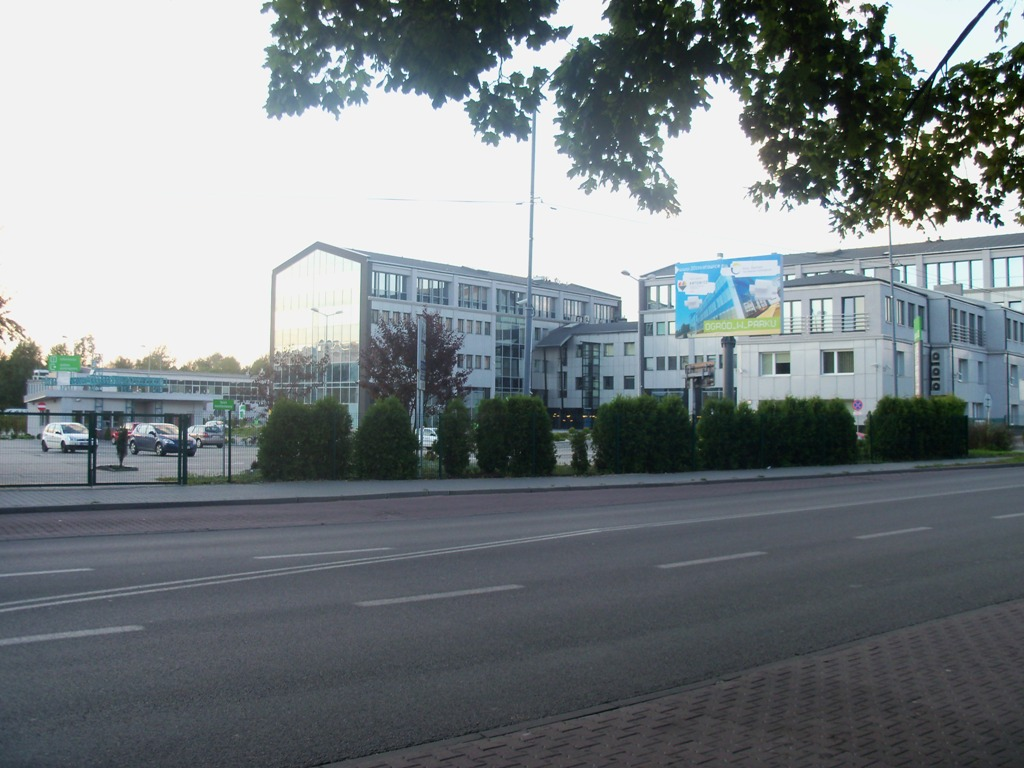
Euro-Centrum Park Przemysłowy (ulica Ligocka 103)

Euro-Centrum Park Przemysłowy – otwarty w 2008 roku kompleks 11 biurowców (łączna powierzchnia użytkowa 20 947 m²) zlokalizowanych w Katowicach przy ulicy Ligockiej 103 na obszarze 4 hektarów.
Dodatkowo w Chełmie Śląskim znajduje się filia Parku – ukończony w grudniu 2008 roku budynek o powierzchni 700 m². Obiekty powstawały stopniowo, większość w ramach przeprowadzonej przez spółkę Euro-Centrum w latach 2006–2008 rewitalizacji obszaru po dawnych Zakładach Aparatury Chemicznej „Wimach”. Projekt o nazwie „Utworzenie Parku Przemysłowego „Euro-Centrum” w Katowicach i Chełmie Śląskim” był współfinansowany ze środków Europejskiego Funduszu Rozwoju Regionalnego w ramach działania 1.3 Sektorowego Programu Operacyjnego Wzrost Konkurencyjności Przedsiębiorstw.
Zgodnie z profilem Parku, w nowych budynkach wprowadza się alternatywne instalacje grzewcze i chłodzące, które mają zwiększać ich efektywność energetyczną. W kwietniu 2009 roku otwarto innowacyjny budynek energooszczędny, który oszczędza 2/3 energii standardowo zużywanej przez budynki. Powstał na bazie austriackiego projektu obiektu z Weiz Energie-Innovations Zentrum. Wśród zastosowanych w nim technologii jest pompa ciepła, studnie geotermalne, ogrzewanie i chłodzenie stropowe, wentylacja z odzyskiem ciepła oraz ponadstandardowe izolacje.
Wykorzystujące energooszczędne rozwiązania budynki Euro-Centrum są jednocześnie polem do badań dla ośrodków naukowych związanych z Euro-Centrum Parkiem Naukowo-Technologicznym, z którym Park Przemysłowy ściśle współdziała. Euro-Centrum Park Przemysłowy świadczy dodatkowo usługi szkoleniowe i doradcze. Zarządcą Parku jest Euro-Centrum Sp. z o.o. z Grupy Euro-Centrum. Na terenie Parku znajduje się 78 przedsiębiorstw, w tym 28 przedsiębiorstw technologicznych branż IT, automatyki przemysłowej i technologii OZE (między innymi Sygnity, Blumenbecker Polska, DisplayLink, Indata Cities) i 14 przedsiębiorstw otoczenia biznesu (PKO BP, Raiffeisen Bank Polska).